# Leptoplana
Leptoplana is een geslacht van platwormen uit de familie van de Leptoplanidae.

## Soorten
- Leptoplana acuta Stimpson, 1855
- Leptoplana brunnea Cheeseman, 1882
- Leptoplana capensis Schmarda, 1859
- Leptoplana delicatula Stimpson, 1857
- Leptoplana diaphana Stummer-Traunfels, 1933
- Leptoplana discus Le Conte, 1851
- Leptoplana formosa Darwin, 1844
- Leptoplana fulva Kelaart, 1858
- Leptoplana fusca Stimpson, 1857
- Leptoplana inconspicua Pease, 1860
- Leptoplana irrorata Pease, 1860
- Leptoplana jaltensis Czerniavsky, 1881
- Leptoplana levigata (Quatrefage, 1845)
- Leptoplana littoralis Morgan, 1905
- Leptoplana macrosora Schmarda, 1859
- Leptoplana maculosa Stimpson, 1857
- Leptoplana moseleyi Lang, 1884
- Leptoplana nigripunctata Oersted, 1844
- Leptoplana notabilis Darwin, 1844
- Leptoplana oblonga Stimpson, 1857
- Leptoplana ophryoglena Schmarda, 1859
- Leptoplana polycyclia Schmarda, 1859
- Leptoplana punctata Stimpson, 1857
- Leptoplana schizoporellae Hallez, 1893
- Leptoplana schonbornii Stimpson, 1857
- Leptoplana striata Schmarda, 1859
- Leptoplana taenia Schmarda, 1859
- Leptoplana tenebrosa (Stimpson, 1857)
- Leptoplana tenella Stimpson, 1857
- Leptoplana trapezoglena (Schmarda, 1859)
- Leptoplana tremellaris (Müller, 1773)
- Leptoplana trullaeformis Stimpson, 1855
- Leptoplana vesiculata Hyman, 1939